# Elvira Scholz
Elvira Scholz (* 1930) ist eine deutsche Opernsängerin (Sopran).

## Leben
Scholz gehörte in den 1950er Jahren als Sopranistin zum Ensemble der Komischen Oper Berlin. Sie trat dort unter dem Regisseur und Intendanten Walter Felsenstein im Rollenfach der Soubrette auf. Sie sang die typischen Rollen ihres Fachs, unter anderem, alternierend mit Sonja Schöner, an der Seite von Elfride Trötschel das Ännchen in der Oper Der Freischütz (Inszenierung: Walter Felsenstein, Musikalische Leitung: Hans Gahlenbeck, April 1951) und das Gretchen in der komischen Oper Der Wildschütz (Mai 1955).
Nach einer Zwischenstation an der Oper Bonn kam sie Anfang der 1960er Jahre (wahrscheinlich in der Spielzeit 1960/61) an das Staatstheater Wiesbaden. Auch hier trat Scholz weiterhin im Soubrettenfach auf. Im Juni 1962 verkörperte sie dort unter der musikalischen Leitung von Heinz Wallberg an der Seite von Marie-Luise Gilles, Reinhold Bartel und Richard Kogel die Aureliana in der Uraufführung der Oper Die Liebeskette von Franz Xaver Lehner. 1962 übernahm sie die Rolle der Nymphe Echo in der Oper Ariadne auf Naxos. 1964 sang sie die Titelrolle in der Operette Die schöne Galathée mit Joseph Spelthahn (Pygmalion) und Heinz Peters (Ganymed) als Partnern. In der Spielzeit 1963/64 war sie am Staatstheater Wiesbaden auch in der europäischen Erstaufführung der Oper The Crucible von Robert Ward zu hören.
Sie trat 1966 auch als Gast in der am 12. März jenes Jahres aufgezeichneten Fernsehshow Einer wird gewinnen gemeinsam mit Hans von Heerden unter Darbietung des Duetts Reich' mir die Hand, mein Leben aus Don Giovanni auf.
Der Neue Theater Almanach führt Scholz 1967 weiterhin als Ensemblemitglied am Staatstheater Wiesbaden. Das vom Deutschen Bühnenverein herausgegebene Deutsche Bühnen Jahrbuch führt Scholz auch 1970 noch als Solistin auf.